# Algebrai görbe
Algebrai síkgörbe az olyan {\displaystyle K\,} görbe, melyre igaz, hogy egy megfelelően választott {\displaystyle S\,} Descartes-féle koordináta-rendszerben létezik olyan {\displaystyle F(x,y)\,} polinom, melyre a {\displaystyle K\,} görbe egyenlete az {\displaystyle S\,} koordináta-rendszerben {\displaystyle F(x,y)=0\,}. Ha ez a polinom {\displaystyle n\,}-edfokú, akkor {\displaystyle K\,} görbe {\displaystyle n\,}-edrendű algebrai görbe.

## Néhány algebrai görbe
- Másodfokú görbék: 
  - kör,
  - ellipszis,
  - parabola,
  - hiperbola.
- Harmadfokú görbék: 
  - Neil-parabola,
  - Agnesi-féle görbe,
  - Descartes-féle levél,
  - Dioklész-féle cisszoid,
  - Sztrofoid,
- Negyedrendű görbék:
  - Konhoisz,
  - Pascal-féle csigagörbe
  - Kardioid
  - Cassini-görbék
  - Lemniszkáta